# Luigi Orlando (industriale)
Luigi Orlando (Milano, 13 febbraio 1927 – Firenze, 6 maggio 2005) è stato un imprenditore italiano.

## Biografia
Esponente della quinta generazione di industriali Orlando, entra nel gruppo di famiglia (GIM-SMI) dopo la laurea in fisica nel 1951, a 24 anni, iniziando dalle mansioni più umili della fabbrica, come da tradizione nella famiglia Orlando. Sono anni di grande cambiamento poiché il Gruppo è riconvertito dalle attività di munizionamento alle attività civili. Nominato dirigente dal 1955, assume la carica di direttore generale di SMI due anni dopo insieme a quella di amministratore delegato di GIM, le due holding del gruppo di cui è stato presidente rispettivamente dal ' 77 e dal ' 75 fino al maggio 2004. Con GIM che svolge il ruolo di holding della famiglia Orlando e controlla SMI, un'altra finanziaria che a sua volta controlla le attività industriali. Partecipazioni a cascata che saranno conosciute negli anni ottanta come scatole cinesi.
Per cinquanta anni è esponente di rilievo di quel capitalismo familiare italiano che fa ricorso al sistema delle "scatole cinesi" (permettono di controllare le società industriali con i soldi degli altri) e che si regge grazie alla ragnatela di partecipazioni azionarie incrociate tra i maggiori esponenti dell'establishment economico e finanziario (Agnelli, Pirelli, Lucchini, Pesenti) sostenuto da  Mediobanca di Enrico Cuccia e legato fino al 2007 ad un patto di sindacato. Il cosiddetto "salotto buono" del nostro capitalismo. È stato tra i grandi soci di Gemina (con il 10%) e di Pirelli, di cui nei primi anni novanta arriva a possedere  oltre il 10%. 
Per 16 anni è vicepresidente di Confindustria.
Come industriale riesce a trasformare il Gruppo Orlando in una primaria realtà nazionale liberandosi, a partire dagli anni settanta, delle attività nella produzione dei laminati in acciaio inox (Ilssa Viola) e dei manufatti in argenti (Broggi). Quindi pensa all'espansione in campo europeo con acquisizioni in Francia (Tréfimetaux), Germania (Kme), Spagna (Sia) e Gran Bretagna (Yct). Tali acquisizioni triplicano il fatturato e i volumi d'affari e concentrano la produzione del Gruppo nei semilavorati di rame e leghe di rame ma fanno crescere l'indebitamento. Nel 2003 il Gruppo conta circa 8.000 persone, 16 stabilimenti in Europa e un fatturato di circa due miliardi di euro ma con i conti in forte sofferenza: le perdite, dovute in parte all'acquisizione della tedesca Kme e in parte alle turbolenze delle quotazioni dei metalli, ammontano a 235 milioni. Nel 2004, prima di diventare presidente onorario lasciando la presidenza a suo figlio Salvatore, esponente della sesta generazione degli Orlando industriali, decide un aumento di capitale di 131 milioni e l'accorciamento della catena di controllo con la fusione tra GIM e SMI (in seguito la fusione sarà tra GIM e la Intek di Vincenzo Manes) che fa degli Orlando azionisti di minoranza con l'8-9%.
Schivo, amante della campagna, della caccia e dei cavalli, era legato soprattutto a due luoghi: la tenuta di San Marcello Pistoiese sull'Appennino tosco emiliano (1.200 ettari di boschi e di prati), oggi sede del Dynamo Camp, e Firenze, la "sua" città, anche se era nato a Milano. Muore nel maggio 2005 a 78 anni.